# طبقه‌بندی صنعتی
طبقه‌بندی صنعتی یا گروه‌بندی صنعتی (به انگلیسی :Industry classification ) نوعی طبقه‌بندی اقتصادی است که شرکت‌ها، سازمان‌ها و بازرگانان را بر اساس فرآیندهای تولید مشابه، محصولات مشابه یا فعالیت اقتصادی مشابه در بازارها به گروه‌هایی طبقه‌بندی می‌کند.

## بخش‌ها و صنایع
فعالیت‌های اقتصادی را می‌توان به روش‌های مختلفی طبقه‌بندی کرد. این فعالیت‌ها اغلب بر اساس نظریه سه بخشی به بخش‌های اولیه (استخراج و کشاورزی)، ثانویه (تولید) و سوم (خدمات) طبقه‌بندی می‌شوند.
همچنین می‌توان صنایع را بر اساس نوع محصول شناسایی کرد، مانند: صنعت ساختمان، صنایع شیمیایی، صنعت نفت، صنعت خودروسازی، صنایع الکترونیک، صنعت برق، صنعت پوشاک، صنعت گردشگری و مهمان نوازی، صنایع غذایی، صنعت نرم‌افزار، صنعت کاغذ، صنعت سرگرمی، صنعت نیمه هادی، صنایع فرهنگی.